# 上棟銭
上棟銭（じょうとうせん）は、上棟式の際に祝う目的で用いられる、銭貨やそれを加工したもの、またはそれを模したものである。

## 歴史
上棟式の際、日本では伝統的に餅まきが行われていた。それが江戸時代中期に餅の代わりに金銀の色付けや金箔、銀箔を焼き付けた貨幣（寛永通宝など）を撒くようになり、幕末になると神社や寺院、屋敷の名前や撒いた年月日を記して記念とするようになった。麻や紙でできた紅白の飾緒を付けることもあり、来賓や氏子などに進呈するものは更に包み紙に包装されることが多い。
通常の銭貨や絵銭、コイン、古銭などと同様に古くから収集家が存在しており、上棟銭の贋作も作られている（刻印や鍍金などは簡単にできるため）。